# H.Hindalahalli, Holenarsipur
H.Hindalahalli là một làng thuộc tehsil Hole Narsipur, huyện Hassan, bang Karnataka, Ấn Độ.